# Équateur aux Jeux olympiques d'hiver de 2018
L'Équateur participe aux Jeux olympiques d'hiver de 2018 à Pyeongchang en Corée du Sud du 9 au 25 février 2018. Il s'agit de sa première participation à des Jeux d'hiver.

## Délégation
Le Comité olympique équatorien sélectionne une délégation composée d'un seul athlète qui participe dans les épreuves de ski de fond.
Le tableau suivant montre le nombre d'athlètes équatoriens dans chaque discipline :
| Sport       | Hommes | Femmes | Total |
| ----------- | ------ | ------ | ----- |
| Ski de fond | 1      | 0      | 1     |
| Total       | 1      | 0      | 1     |

## Ski de fond
| Athlète                   | Épreuve | Finale        | Finale          | Finale |
| Athlète                   | Épreuve | Temps         | Déficit         | Rang   |
| ------------------------- | ------- | ------------- | --------------- | ------ |
| Klaus Jungbluth Rodriguez | 15 km   | 53 min 30 s 1 | + 19 min 46 s 2 | 112    |